# Koenraad I van Glogau

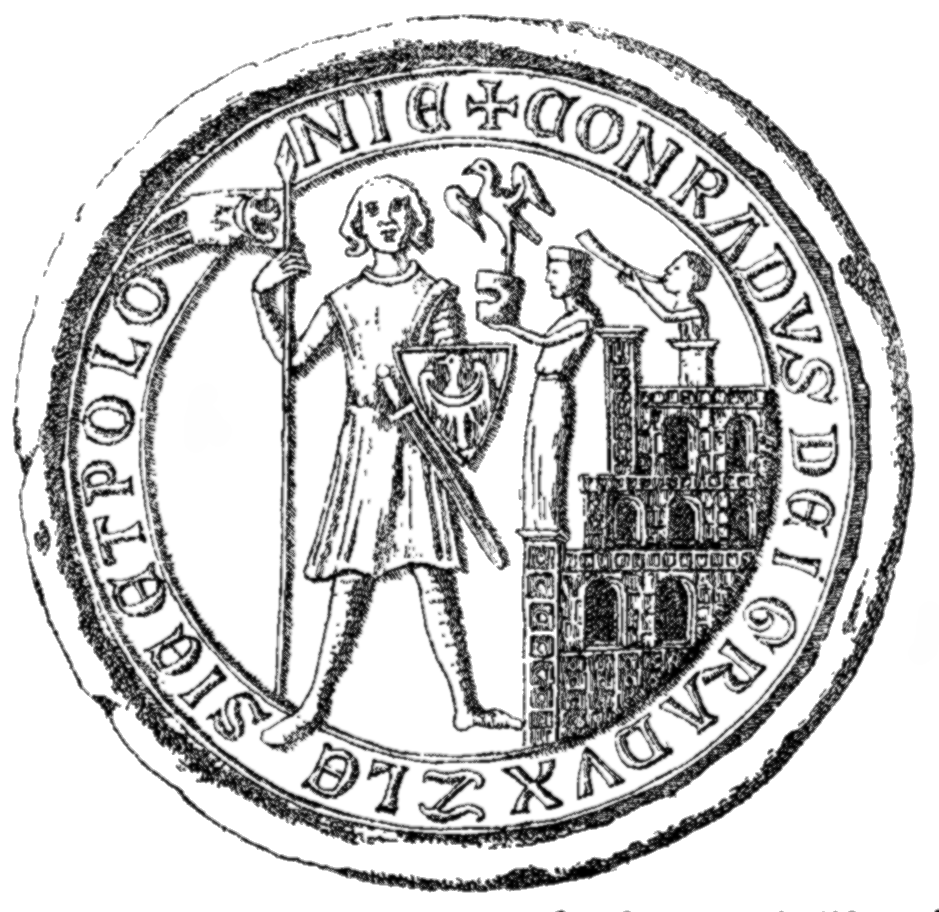
wapen van Koenraad I van Glogau

Koenraad I van Glogau (circa 1228/1231 - 6 augustus 1274) was van 1251 tot 1274 hertog van Glogau.

## Levensloop
Hij was de vierde zoon van groothertog Hendrik II van Polen, eveneens hertog van Silezië, en Anna van Bohemen.
Nadat zijn vader in 1241 sneuvelde bij de Slag bij Liegnitz tegen het Mongoolse Rijk, werden de toen nog minderjarige Koenraad I en zijn jongere broer Wladislaus onder de voogdij geplaatst van hun oudste broer Bolesław II. Om de verdere fragmentatie van Silezië tegen te houden, werden Koenraad en Wladislaus door hun oudste broer met de toestemming van hun moeder naar Parijs gestuurd. Het was daar dat hun studies plaatsvonden en ze werden onderwezen met de intentie om hen in de toekomst priester te kunnen maken.
Nadat Koenraad I in 1248 te weten kwam dat zijn oudere broers Bolesław II en Hendrik III Silezië onderling hadden verdeeld, keerde hij terug naar Silezië om ook een eigen grondgebied op te eisen. 
Met zijn twee broers kwam Koenraad overeen dat hij onder de bescherming van zijn oudste broer werd geplaatst en dat hij medehertog van Liegnitz werd. Bolesław II probeerde echter van Koenraad vanaf te geraken en stelde hem voor om geestelijke functies aan te nemen. Zo werd hem voorgesteld om proost van de kathedraal van Glogau of bisschop van Passau te worden. Koenraad weigerde echter om in de geestelijke stand te gaan en kwam daardoor al snel in conflict met zijn oudste broer.
In 1249 vluchtte Koenraad naar Groot-Polen, waar hij in zijn eisen steun kreeg van hertog Przemysl I. Przemysl gaf het bevel om de stad Bytom Odrzański te veroveren en schonk deze stad aan Koenraad I. De alliantie tussen Koenraad en Przemysl werd beklonken door een huwelijk tussen Koenraad en Przemysls zus Salomea, dat nog in 1249 plaatsvond. Ze kregen volgende kinderen:
- Anna (circa 1250/1252 - 1271), huwde in 1260 met hertog Lodewijk II van Beieren.
- Hendrik III (circa 1251/1260 - 1309), hertog van Glogau
- Koenraad II (circa 1252/1265 - 1304), hertog van Sagan
- Euphemia (1254 - voor 1275), huwde in 1266 met graaf Albert I van Gorizia
- Przemko (circa 1255/1265 - 1289), hertog van Steinau
- Hedwig (circa 1265 - 1318), werd abdis in het Sint-Claraklooster in Breslau.

Ook zijn oudere broer Hendrik III steunde Koenraad in zijn strijd tegen Bolesław II. Samen met zijn nieuwe bondgenoten startte hij een campagne, die door een opstand van de bevolking van Glogau in 1251 succesvol beëindigd werd. Bolesław II erkende zijn nederlaag en schonk Koenraad het gebied rond de stad Glogau, maar de relatie tussen beide broers bleef hun hele verdere leven gespannen. In een poging om meer grondgebied te verwerven, deed Koenraad een gevaarlijke zet door Bolesław II in 1257 uit zijn kasteel in Liegnitz te laten kidnappen. Na enkele maanden werd Bolesław vrijgelaten, maar het is niet bekend voor welke prijs. In 1271 veroverde Bolesław II op zijn beurt de stad Bolesławiec.
In 1260 begon Koenraad dichtere contacten te smeden met het koninkrijk Bohemen en raakte hij meer betrokken bij de politiek van koning Ottokar II. Ook promootte hij onder meer de Oostkolonisatie van Duitsers in zijn regeringsgebieden en in 1253 schonk hij Glogau stadsrechten. 
In tegenstelling tot zijn oudste broer was Koenraad een trouwe aanhanger van de bisschop van Breslau. Nadat de bisschop in 1268 was overleden, kwam Koenraad I echter in conflict met de nieuwe bisschop van Breslau. Tegen het einde van zijn leven richtte Koenraad een kerk op in de stad Zielona Góra ter ere van zijn grootmoeder, de heilige Hedwig van Andechs. De kerk werd onder zijn zoon Hendrik III voltooid, 20 jaar na zijn overlijden. 
In 1271, na de dood van zijn eerste vrouw, huwde Koenraad I met Sophie, dochter van markgraaf Diederik van Landsberg. Dit huwelijk bleef echter kinderloos. In 1274 overleed hij.